# Heteropogon loewi
Heteropogon loewi är en tvåvingeart som beskrevs av Pavel Lehr 1970. Heteropogon loewi ingår i släktet Heteropogon och familjen rovflugor. Inga underarter finns listade i Catalogue of Life.